# 鳳翔 (空母)
鳳翔（ほうしょう/ホウシヤウ、旧字体：鳳翔󠄁）は、大日本帝国海軍が最初に保有した航空母艦。
起工時から航空母艦として設計されて完成した世界初の新造空母。

## 特徴
計画時は特務船（仮称船名第七号特務船）で、船名は、特務艦の命名基準である「海峡、水道、瀬戸、港湾、岬、半島の名」に基づき、津軽半島の最北端である竜飛(龍飛)崎を意味する「竜飛（龍飛）（たっぴ）」が予定されていたが、1919年（大正8年）10月に鳳翔と命名された。
鳳翔という艦名は、過去に砲艦鳳翔があり、この名を持つ日本海軍の艦船としては2隻目にあたる。
日本海軍が第一次世界大戦で実戦投入した航空機は、水上機であった。同盟国であるイギリスは、第一世界大戦の時点で洋上艦から陸上機を発進させることに成功し、さらに発艦と着艦を可能とする飛行甲板をもった航空母艦を実用化していた。
日本海軍はイギリス海軍の空母運用に当初より多大な関心を寄せていたが、自国建造の試みには技術的困難を抱えていた。日本はイギリスに航空使節団の派遣を申し入れる。イギリスは1921年にウィリアム・フォーブス＝センピルを長とする軍事技術団（センピル教育団）を日本に派遣し、日本空母建造の中核となる空母デッキの建造技術を指導した。同時に海軍は三菱を通じてイギリス空軍の退役将校フレデリック・ラトランド（en:Frederick Rutland）を航空機設計技師の名目で雇用し、空母着艦技術を日本側パイロットに伝授させた。このように鳳翔の竣工・運用までにはイギリス人の助力があった。
鳳翔は、設計段階から空母として計画された艦としては、世界で初めて完成した艦である。ただし既成の艦船を改装した改造空母は既に存在し、上述のようにイギリス海軍は第一次世界大戦の時点で複数の空母を運用したり、建造をすすめていた。
全通式飛行甲板をもつ世界最初の空母はイギリス海軍の貨客船改造空母アーガス (HMS Argus, I49) 、最初から空母として設計された艦はイギリス海軍のハーミーズ（1918年1月）であった。ハーミーズの場合は1918年（大正7年）11月に第一次世界大戦が終結したため完成を急ぐ必要がなくなり、戦艦改造空母イーグル (HMS Eagle) から得られた経験を元に建造を進めた。1920年（大正9年）12月16日に起工した鳳翔が、1922年（大正11年）12月27日に竣工した。こうして鳳翔が日本初の航空母艦となった。

### 構造
建造当初の鳳翔は起倒式の3本煙突をもち、安定性強化のため当時の新技術であった須式船体動揺安定儀を採用した。全通形式の飛行甲板のために8cm高角砲2門は甲板内に引き込み式とした。イギリス空母（イーグル、ハーミーズ）につづき、アイランド構造の艦橋を持っている。しかし元来の艦型が小型であり、また航空機の大型化に伴って飛行甲板幅に余裕が無く艦橋とクレーンが運用上の障害となったため、1924年（大正13年）、飛行甲板前部の水平化を行った際に甲板上の艦橋とクレーンを撤去し、新しい艦橋を前部格納庫の前端部両舷に設置した。そのほか船体各部の補強を行った。
機関関係では、1926年から1928年にかけて混焼缶を重油専焼缶に換装した。1936年には運用実績が不良だった起倒式の煙突を外舷から海面に向けて湾曲する固定式の煙突に換装した。煙突の換装により約60トンの重量を軽減できたと伝えられている。また近接火器のルイス 7.7mm単装機銃2丁から九三式 13mm連装機銃6基に更新された。1940年10月に復元性の維持の為に引き込み式の8cm高角砲を2門とも撤去し、代わりに九六式 25mm（60口径）連装機銃6基に更新され、舷側に張り出し（スポンソン）を片舷2か所ずつ計4か所に配置した。1942年に対空火器の強化のため14cm単装砲4基を撤去し、25mm連装機銃2基を追加したため、更にスポンソン2か所を新設して計6箇所となった。

### 着艦装置
竣工時の飛行機拘束装置は英国より導入した縦索式制動装置であった、これは約100mの長さの制動索を約15cm間隔に張り渡し、着艦する機体の前方車輪間と尾橇付近に設けた複数個の鉤との摩擦を利用して制動距離を短くする方式で、鳳翔では車輪が当ると倒れる展張装置を兼ねた高さ約45cmの駒立（ハードル）を9ヶ所設置し、更に制動距離を短くする方式を採用したが着艦事故は絶えなかった。この縦索式制動装置での着艦は「二点着陸」と言う前輪を先に接地させる陸上で用いる着陸方法であった。またこの他にも甲板上の島型艦橋やクレーン、飛行甲板前部の下り傾斜なども相まって鳳翔での発着艦は困難を極めたが上述の通りこれらはのちに改善される。
その後昭和三年頃まで各種飛行機をもって発着艦試験を行い、萱場製作所が「萱場式制動装置」を考案、その後フランスからフュー式の横索式制動装置を輸入し加賀に設置した、鳳翔、赤城で実装された以後の空母は全て横索式制動装置となり、後更には呉海軍工廠製の呉式制動装置も出現した
横索式採用後の着艦には「三点着陸」と言う方法を用いる事となる。これは制動索が前輪に当たることで展張装置から外れて甲板に地這いしてしまい、着艦フックが制動索に掛からず減速不良になってしまうのを防ぐための着陸方法で、着陸時に地上に駐機してあるのと同じ様な機体姿勢を取って3つの車輪を同時に接地させる。概ね水平飛行で接近し艦尾を超えてから失速寸前で3点姿勢を取り着艦させていた。これは艦尾の後ろには航行する船が起こす下降気流が発生する他、波による船体のピッチングが激しいと、着艦寸前にせり上がってきた甲板に機体が叩きつけられたり艦尾に激突する危険性がある事、そして失速に近いスピードでないと機首を起こそうと操縦桿を引いた際に機体が浮き上がってしまうからである。様々な母艦搭乗員が記述している「艦尾かわった、機首起こせ」の意味はこれである。「三点着陸」は海軍搭乗員が予科練等の錬成初期段階から厳しく叩き込まれる着陸法で、艦上機のみならず尾輪式であれば陸上専用の中型機でも行われていた着陸法である。
1942年に空技廠が「三式一〇型着艦拘束装置」を開発。これは油圧を用いた制動装置で、1つの装置で4本の制動索を操っているだけでなく三式一〇型採用以前に多くの空母に用いられた呉式に比べ、高速・重量化が進んだ最新鋭艦上機を軽空母で運用するには欠かす事の出来ない制動力を強化した装置でもあり、制動索の復帰時間も6秒程度で行える物であった。
日本の空母では9～13本の制動索を備えており通常使われる範囲の制動索の緊張力は艦首側に向かって強くなっていた、最後尾の制動索ではずるずると制動索を引きずり直ぐには止まらず、前部の制動索ではつんのめる様に急激に止まる程で、艦尾より3本目が一番宜しいとされ、艦上機操縦士にとっては着艦技術の腕の見せどころと言われていた。
急速収容する場合には先に着艦した僚機に追突したり、稼働中のエレベーターに落ちない為に起倒式で荒い網状の滑走制止装置（バリケード）が設けられていた、初期は油圧で作動する物であったが後に空技廠で開発した三型に改修されている。これは制動は油圧だが起倒には圧縮空気を用いており、作動時間3秒程度と迅速な操作が可能であった。
着艦指導灯と言う誘導用の灯火装置があり、複数の赤と緑の灯火で適正な侵入角度（約6度）を搭乗員に知らせる装置で、操縦士から見て艦尾側から手前の赤を高く、後の緑を低くと高さに差が付けられており、赤と緑が同じ高さに見えれば適正な侵入角度、緑が上なら高度が高く、下なら低いと搭乗員からは一目瞭然であり、他国のような着艦誘導員の技量に左右される事のない優れた物であった。戦後に各国が着艦指導灯を元にした物を開発し、現在も陸上用も含め様々なタイプが存在している。
この他にも夜間着艦用の照明装置や鳳翔と龍驤だけに採用されたスペリー式スタビライザー（艦の動揺制動装置）等がある。

## 歴史

### 建造
鳳翔は浅野造船所で1920年（大正9年）12月16日に起工。
1921年（大正10年）11月13日に進水、横須賀海軍工廠で1922年（大正11年）12月27日に竣工した。建造訓令上は横須賀海軍工廠が建造することになっていたが、第一次世界大戦後の不況に伴う救済政策の一環として、1916年（大正5年）に創業されたばかりの浅野造船所に請負の形で建造が委託された。

### 日本初の着艦
三菱造船所（名古屋）に飛行機用のエンジンを制作する部門があり、そこに元イギリス海軍で航空母艦に乗り組んでいたウィリアム・ジョルダンが在籍していた。鳳翔への着艦試験を依頼したが「飛行機で航空母艦に着艦することは非常に難しい。殊に、日本の飛行機で、日本製の母艦に着艦するなど思いもよらぬ。」と断られたが強いて頼むと「では、報酬として一万円もらいたい。」と高額の報酬を要求されたがこれを承諾した。
1923年（大正12年）2月　三日間に渡り発着艦試験が行われた、国産の一〇式艦上戦闘機に搭乗したジョルダンは、暫く鳳翔の上空を旋回していたが、やがて艦尾の方から一直線に飛んできた、母艦の甲板に近づくや否や急にスピードを落としていとも鮮やかに甲板へ降りた。ジョルダンは降りると間もなくスーッと離艦しまた巧妙に着艦する、これを数回繰り返した後に悠々と機上から降りてきて、得意な顔で反り返りながら一同の前に現れた。
同年3月　センピル航空団のブラックレー少佐が水陸両用機のヴァイキングにて着艦を成功させた。
ジョルダンの態度に業を煮やし、鳳翔の甲板と同じ幅員を白墨で印した地上で練習を繰り返していた吉良俊一大尉は、同日、一〇式艦上戦闘機に乗り鳳翔への着艦試験へと挑んだ。
吉良大尉はこれまで特に着艦の訓練をした事は無くジョルダンの発着艦を見学しただけであった。鳳翔の周りを数度旋回した後に艦尾の方へ去っていき、その様子を見ていたジョルダンは「あの調子ではまだまだ」等とあたり構わず嘲るように言った。
吉良大尉は着艦体勢に入り車輪が甲板に触れたと同時ぐらいに波のうねりの為に機体がバウンドし失敗、何度かこれを繰り返した後、首尾よく着艦したと見えた刹那にまたもうねりの為に機体が甲板を滑り舷側より海へ機体ごと落下したが吉良大尉は奇跡的に無傷であった。
救命艇でそのまま上陸した吉良大尉は上官に再度の着艦試験を申し出て承諾を得る。飛行服を着替えると再度一〇式艦上戦闘機に乗り鳳翔の上空へ向かった。慎重な飛行をして何度も母艦の上を往復した後、今度は一度で見事に着艦を成功させた。これが日本の航空母艦に日本の飛行機を操縦した日本の操縦士が着艦した最初の瞬間である。
吉良大尉は間もなく発艦し更に発着艦を数度繰り返した、この時ジョルダンは不機嫌な顔をして見せ、何時とはなく甲板から姿を消していたが、後に「日本人 恐るべし」と語った。
尚、着艦に成功した日付については複数の記述があり、ジョルダンについては2月22日が多いが他に23日と26日の三日間着艦試験が行われていた記述や、3月初旬と記し着艦試験に成功した正確な日付は記されていない文献もある。吉良大尉については3月16日が多いのだが3月5日の記述も見受けられる。また、本文では報奨を一万円と記したが十万円の記述も存在する。

### 上海事変
1923年（大正12年）11月19日、加賀型戦艦加賀と天城型巡洋戦艦赤城の空母改装が正式に通達され、航空母艦として登録された。同日付で空母翔鶴(初代)の建造中止が決定し、翔鶴は艦艇類別等級表より削除された。
1926年（大正15年）5月6日から6月22日の間、横須賀海軍工廠第4船渠に入渠し、軽質油タンクを積み込んだ。しかしながら1936年に艦長を務めた草鹿龍之介によれば、当時の鳳翔は航空用ガソリンを石油缶に詰めて艦内に保管していたので煙草どころかライターの持ち込みも厳禁だったという。
1928年（昭和3年）4月1日、空母2隻（鳳翔、赤城）と駆逐隊により、はじめて第一航空戦隊が編制される。
1932年2月、第一次上海事変に参加。
1937年7月、第二次上海事変が発生し、日中戦争が始まる。8月、鳳翔は日中戦争に参加。
1940年（昭和15年）11月15日、空母2隻（龍驤、鳳翔）と駆逐艦3隻（羽風、秋風、太刀風）という戦力で第一艦隊麾下に第三航空戦隊（司令官角田覚治少将）が編制された。
1941年（昭和16年）4月10日、第一航空艦隊の新編にともない龍驤は第四航空戦隊へ編入され、剣埼型潜水母艦から空母に改造された軽空母瑞鳳（前年12月27日竣工）が三航戦に編入された。
8月11日時の三航戦は、小型空母2隻（瑞鳳、鳳翔）と駆逐艦2隻（三日月、夕風）であり、この4隻で太平洋戦争開戦を迎えている。この頃、呉軍港では大和型戦艦大和の艤装工事が進んでおり、鳳翔は大和の傍に停泊して諜報活動から同艦を守った（冒頭写真、昭和16年9月20日時）。
同年9月12日に軍令部が内示した『昭和17年度海軍戦時編制』によれば、秋月型駆逐艦3隻（秋月、照月、初月）で第25駆逐隊を編制し、第25駆逐隊は空母鳳翔および特設航空母艦2隻と『第七航空戦隊』を編制予定であった。だがこの編制を実現する前に太平洋戦争が勃発したため、鳳翔が各艦（秋月、照月、初月）と実戦に参加する事はなかった。

### 太平洋戦争

#### 第一段作戦
複葉布張りの軽量な航空機の時代に設計された鳳翔は、太平洋戦争開戦後の大型で重量のある新型機を運用することは困難だった。複葉で発着艦の容易な九六式艦上攻撃機を搭載し主力戦艦部隊の対潜哨戒任務を与えらた。乗組員の練度も抜群だったという。ただし、第一航空艦隊（一航戦、二航戦、五航戦）の航空戦力が足りなかったため、ハワイ攻撃に参加しない三航戦と四航戦は、熟練搭乗員と機材を南雲機動部隊に引き抜かれていた。
1941年（昭和16年）12月8日、南雲機動部隊の主力空母6隻は真珠湾攻撃を敢行した。同日朝、連合艦隊司令長官山本五十六大将は、第一艦隊の戦艦群（長門、陸奥、伊勢、日向、扶桑、山城）及び第三航空戦隊（空母瑞鳳、鳳翔、駆逐艦三日月、夕風）と護衛駆逐艦（第21駆逐隊〈若葉、子日、初春、初霜〉、第27駆逐隊〈有明、夕暮、白露、時雨〉）等を率いて瀬戸内海を出撃した。日本へ帰投する南雲機動部隊収容や掩護という名目だったが、特に何もせず、対潜哨戒を実施しつつ小笠原諸島付近で反転した。
12月10日、鳳翔は哨戒機収容のため戦艦部隊から分離して風上へ向かい、駆逐艦3隻と共にそのまま行方不明となった。翌日になっても鳳翔との連絡はつかず、長門乗艦の宇垣纏連合艦隊参謀長は「 そんな馬鹿げた事があるものか 」と呆れている。この時の鳳翔は小笠原諸島東（戦艦部隊から500浬）の地点まで離れており、鳳翔舷側の起倒式アンテナは波浪でもぎとられていた。
12月13日、鳳翔は豊後水道を通過した。ところが鳳翔入泊を護衛していた駆逐艦早苗が米潜水艦（実際には存在せず）を発見して爆雷攻撃を開始する。呉では鳳翔沈没の噂が流れており、鳳翔艦長は山本五十六連合艦隊司令長官から「水戦司令官となった気分はどうだった」と笑顔で迎えられたという。
1942年（昭和17年）2月上旬、米機動部隊はマーシャル諸島を襲撃する。米機動部隊が本土に来襲する場合を考慮し、2月8日夜には警戒部隊（指揮官：第一艦隊司令長官高須四郎中将）が編制された。警戒部隊は、第二戦隊（伊勢、日向、扶桑、山城）、第九戦隊（北上、大井）、第三航空戦隊（鳳翔、瑞鳳、三日月、夕風）、附属航空部隊（翔鶴、瑞鶴、秋雲、霰、陽炎）、第27駆逐隊第1小隊（時雨、白露）という編成だった。
3月12日には、米軍機動部隊出現の徴候を受けて警戒部隊は豊後水道を出撃、小笠原諸島方面に進出した。だが特に異状はなく、3月15日に警戒線を撤収、大部分は伊勢湾に入泊した。
4月1日、戦時編制の改訂にともない第三航空戦隊は解隊され、所属4隻（鳳翔、瑞鳳、三日月、夕風）は第一艦隊附属となった。
4月18日のドーリットル空襲時、軽空母2隻（鳳翔、瑞鳳）と駆逐艦2隻は同日1500時に内海西部を出撃する。豊後水道で第15駆逐隊（親潮、黒潮、早潮）を合同する。さらに横須賀を出撃した第16駆逐隊（雪風、初風、時津風、天津風）を加え、八丈島方面海域の索敵警戒に従事した。だが米海軍機動部隊を捕捉できず、20日1930には「対米国艦隊作戦第三法止メ」が発令された。

#### 第二段作戦
1942年（昭和17年）5月下旬から6月上旬にかけてのミッドウェー作戦に、戦艦大和以下主力部隊の護衛艦として参加した。鳳翔は九六式艦上戦闘機9機（補用2機）、九六式艦上攻撃機6機（補用2機）、計19機を搭載する。戦艦を基幹とする主力部隊に編入され、山本連合艦隊長官が座乗する戦艦大和と行動を共にする。大和は本作戦が初の実戦参加であった。
主力部隊は主隊と警戒隊から成り、鳳翔は山本長官直率の主隊に属した。
長期の航海に備え、鳳翔主計科は一ヶ月分以上の食材（米麦、生野菜、冷凍魚類、果物等）を用意する。当時の鳳翔士官室烹炊室には和食・洋食とも上手な連合艦隊随一の腕前を持つコックがおり、食事に関しては心配がなかったという。
5月29日午前6時、主力部隊（大和、鳳翔）等は柱島泊地を出撃する。
航海中の6月3日、主力部隊護衛中の軽巡洋艦川内（第三水雷戦隊旗艦）と駆逐艦磯波が行方不明となり、鳳翔艦載機に誘導されて連れ戻された。
6月5日から7日にかけてのミッドウェー海戦は、日本海軍の大敗で終わる。6月6日、駆逐艦巻雲（第10駆逐隊）による雷撃処分が実施されたのちも漂流していた空母飛龍の写真は、鳳翔搭載機が撮影したものである。
本海戦において、鳳翔航空隊は米艦隊と直接交戦する事はなかった。だが、赤城・加賀生存者を収容した長門や陸奥等に対し、医療品をドラム缶に詰め込み、それを複葉低速の九六艦攻(鳳翔機)が投下して届けるという一幕があった。
6月9日の日付変更後、主力部隊護衛中の三水戦の駆逐艦2隻（浦波、磯波）が衝突事故を起こす。事故現場に川内が残るが、主力部隊から遅れてしまい、2隻（川内、浦波）は鳳翔機の誘導により6月11日午前に合流した。6月14日、主力部隊は内地に帰投する。大和乗艦の宇垣参謀長は本作戦における鳳翔の行動について『戦藻録』の中で「 鳳翔は少数飛行機を以て悪天候と闘ひ克く其任務を達成せり共に賞賛すべきなり 」と述べている。この後、鳳翔は母艦搭乗員の着艦訓練および、潜水艦の標的空母として運用され、瀬戸内海から出ることもなくなった。梅谷艦長(当時)は「幼稚園の保母さんの役目」と回想している。
一方、日本海軍はミッドウェー海戦における主力空母4隻喪失をうけて、7月14日付で翔鶴型航空母艦を基幹とした第三艦隊を編制した。各艦（鳳翔、夕風）は第三艦隊附属となり、鳳翔は着艦練習艦となる。また航空母艦搭載機搭乗員を育成するため、鹿屋海軍航空隊（艦爆、艦攻）と築城海軍航空隊（艦戦）が第三艦隊附属となって補充員の錬成にあたるが、第三艦隊の空母（翔鶴、瑞鶴、瑞鳳、隼鷹、飛鷹、龍驤）はガダルカナル島の戦いに投入されて内地に戻れず、鹿屋・築城航空隊とも効果的な教育訓練が出来なかった。

#### 1943年以降
1943年（昭和18年）1月15日付で鹿屋航空隊、築城航空隊、軽空母2隻（鳳翔、龍鳳）および駆逐艦夕風により第五十航空戦隊（司令官酒巻宗孝少将）が編制された。第五十航空戦隊は第三艦隊に編入され、空母艦載機搭乗員の育成にあたることになった。
第五十航空戦隊第四部隊として標的艦摂津も所属し、訓練に協力する。また連合軍の本土空襲の場合には、内戦部隊と協力して対処することになった。
この時点で龍鳳は横須賀で入渠しており、修理を終えて3月20日に各艦（翔鶴、浜風、漣、響、波風）と共に内海西部へ到着、以後の龍鳳は鳳翔と共に訓練に従事した。
5月10日付で第五十航空戦隊司令官は城島高次少将にかわる。6月10日、空母飛鷹（二航戦）が潜水艦に雷撃されて大破、修理にまわされる。12日付で龍鳳は第五十航空戦隊よりのぞかれて第二航空戦隊に編入され、二航戦旗艦として南方へ進出していった。第五十航空戦隊の空母は鳳翔1隻となった。その後、同年末のろ号作戦（ブーゲンビル島沖航空戦）で第三艦隊の艦載機は完全に消耗し、空母部隊も内地へ帰投する。
1944年（昭和19年）1月1日付で第五十航空戦隊は解隊され、鳳翔は夕風・築城空とともに基地航空部隊の訓練錬成を主目的とする第五十一航空戦隊（1943年7月1日新設）へ編入された。だが2月15日付で鳳翔、夕風は第五十一航空戦隊から連合艦隊附属になり、実戦部隊に編入された。
1944年春には新型機に対応するために飛行甲板の延長とエレベーターの拡大が行われ、飛行甲板は前後に延長され180.8mとなった。しかし、これにより艦橋の前方視界と復元性が著しく悪化したことで、波の高い外洋での航行は事実上不可能となり、訓練用空母として内海で運用されることになった。その後は瀬戸内海において専ら離着艦訓練に従事したが、飛行甲板を延長しても尚新型機の運用には難があり、主に停泊しての初等課程訓練に用いられた。1944年（昭和19年）9月頃、東宝が制作した映画『雷撃隊出動』に空母瑞鶴と共に出演している。鳳翔は映画終盤において、アメリカ軍側の空母として映し出された。
1945年（昭和20年）に入ると燃料の不足から、呉周辺で偽装した上で停泊留置されることが多くなり、3月を始め数度の呉軍港空襲においても損傷を受けることはなかった。7月30日、呉鎮守府長官は鳳翔と龍鳳の2空母の周辺に25mm機銃を配備して対空陣地を築くよう命じる。さらに空襲で大破着底した重巡洋艦利根と軽巡洋艦大淀からも、両艦が装備していた25mm単装機銃及び乗組員を、鳳翔と龍鳳に派遣することになった。鳳翔、龍鳳は防空砲台となって8月15日の終戦を迎えた。終戦時点で航行可能な海軍の空母は鳳翔、龍鳳、葛城の3隻だったが、龍鳳と葛城は空襲による損傷を受けており、ほぼ無傷だったのは鳳翔だけであった。
戦後の鳳翔は復員輸送艦に指定され、飛行甲板前部と兵装を撤去し、1946年（昭和21年）8月まで内地と南方間を9往復して、およそ4万人の将兵と民間人を輸送した。その後は1946年8月31日から1947年（昭和22年）5月1日にかけて、日立造船築港工場で解体された。
ガンビアで2014年に発行された「航空母艦シリーズ」35ダラシ切手に、竣工時の鳳翔の写真が使われている。2019年には、サントメ・プリンシペが発行したハーミーズの124ドブラ切手に竣工時の鳳翔の写真があしらわれている。

## 年表
- 1919年（大正8年）10月21日 - 仮称船名第七号特務船を特務船鳳翔と命名[33]。
- 1920年（大正9年）4月1日 - 海軍特務艦艇類別標準の制定[130]に伴い特務船が廃止されたため、本船は特務艦鳳翔と改名[131]。12月16日 浅野造船所にて起工[注釈 1]。
- 1921年（大正10年）10月13日 - 軍艦に編入[131]、軍艦鳳翔に改名[132]、航空母艦に類別[133]。11月13日 進水[6]。以後の艤装工事は横須賀工廠で行う。
- 1922年（大正11年）12月27日 - 竣工[7]。
- 1923年（大正12年）2月 - 元イギリス空軍大尉ウィリアム・ジョルダン（英語版）が、鳳翔に世界初の着艦に成功。ジョルダンの報酬は1万円。3月、吉良俊一大尉が日本人で初めて着艦に成功。吉良大尉は海軍大臣加藤友三郎から表彰された。
- 1924年（大正13年）- 改装工事に入る。
- 1925年（大正14年）- 連合艦隊編入。
- 1928年（昭和3年）4月1日 - 第一航空戦隊に編入。
- 1932年（昭和7年）2月 - 第一次上海事変で出撃。
- 1935年（昭和10年）9月 - 台風による暴風雨で艦首の飛行甲板を損傷（第四艦隊事件）。
- 1937年（昭和12年）8月 - 支那事変に参加。同年12月、予備艦となる。
- 1940年（昭和15年） - 現役復帰。第三航空戦隊に編入。
- 1941年（昭和16年）12月 - 連合艦隊旗艦長門らと共に出撃
- 1942年（昭和17年）3月 - 米機動部隊の東京空襲を警戒、索敵任務で小笠原諸島付近まで出撃
  - 4月1日 - 第三航空戦隊解隊。
  - 5月下旬 - ミッドウェー作戦に参加、連合艦隊旗艦大和など戦艦部隊護衛。6月上旬のミッドウェー海戦後、練習空母となる。
  - 7月14日 - 第三艦隊付属。
- 1943年（昭和18年）1月15日 - 第五十航空戦隊新編[114]。
- 1944年（昭和19年）1月1日 - 五十航戦解隊、第五十一航空戦隊に編入[123]。
  - 2月15日 - 連合艦隊付属。
- 1945年 （昭和20年）4月20日 - 呉鎮守府第四予備艦に定められる[134]。
  - 6月1日 - 呉鎮守府特殊警備艦に定められる[135]。
  - 10月5日 - 除籍。飛行甲板の一部を撤去し復員艦として使用。
  - 12月1日 - 呉地方復員局所管の特別輸送艦に定められる[136]。
- 1946年（昭和21年）8月31日 - 特別輸送艦の定めを解かれる[137]。日立造船株式会社築港工場[5][127]で解体開始[11]。
- 1947年 （昭和22年）5月1日 - 解体完了[11]。

## 艦長
艤装員長

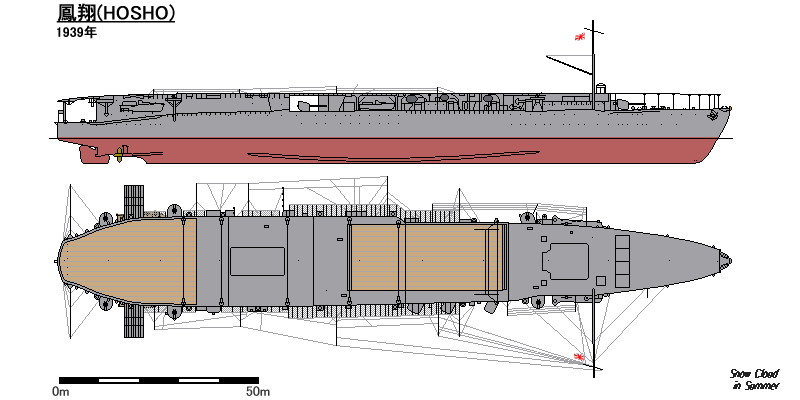
鳳翔艦型図（1939年）

1. 豊島二郎 大佐：1921年9月17日[138] - 1922年9月20日[139]

艦長
1. 豊島二郎 大佐：1922年9月20日[139] - 1923年4月1日[140]
2. 福与平三郎 大佐：1923年4月1日 - 1923年12月1日[141]
3. 海津良太郎 大佐：1923年12月1日 - 1925年4月15日[141]
4. 小林省三郎 大佐：1925年4月15日 - 1926年11月1日[141]
5. 河村儀一郎 大佐：1926年11月1日 - 1927年12月1日[141]
6. 北川清 大佐：1927年12月1日 - 1928年12月10日[141]
7. 原五郎 大佐：1928年12月10日 - 1929年11月30日[141]
8. 和田秀穂 大佐：1929年11月30日 - 1930年12月1日[141]
9. 近藤英次郎 大佐：1930年12月1日 - 1931年11月14日[141]
10. 堀江六郎 大佐：1931年11月14日 - 1932年12月1日[141]
11. 三竝貞三 大佐：1932年12月1日 - 1933年10月20日[141]
12. 竹田六吉 大佐：1933年10月20日 - 1934年11月15日[141]
13. 山縣正郷 大佐：1934年11月15日 - 1935年6月12日[142]
14. 寺田幸吉 大佐：1935年6月12日 - 1935年11月15日[141]
15. 酒巻宗孝 大佐：1935年11月15日 - 1936年11月16日[141]
16. 草鹿龍之介 大佐：1936年11月16日 - 1937年10月16日[141]
17. 城島高次 大佐：1937年10月16日 - 1939年11月15日[143]
18. 原田覚 大佐：1939年11月15日 - 1940年8月20日[141]
19. （兼）杉本丑衛 大佐：1940年8月20日 - 1940年11月1日（本職：龍驤艦長）
20. 菊池朝三 大佐：1940年11月1日 - 1941年9月15日[141]
21. 梅谷薫 大佐：1941年9月15日 - 1942年8月1日[141]
22. 山口文次郎 大佐：1942年8月1日 - 1942年11月25日[141]
23. 服部勝二 大佐：1942年11月25日 - 1943年7月5日[141]
24. 貝塚武男 大佐：1943年7月5日 - 1943年12月18日[141]
25. 松浦義 大佐：1943年12月18日 -[141]
26. 国府田清 大佐：1944年3月1日 -[141]
27. 室田勇次郎 大佐：1944年7月6日 -[141]
28. 大須賀秀一 大佐：1945年3月5日 - 1945年5月1日[144]、以後1945年5月5日まで艦長を置かず。
29. （兼）大須賀秀一 大佐：1945年5月5日[145] - 1945年5月18日[146] （本職：海鷹艦長）
30. （兼）古谷啓次 大佐：1945年5月18日[146] - 1945年9月20日[147] （本職：呉海軍港務部部員）
31. 金岡国三 大佐/第二復員官：1945年9月20日 - 1946年3月8日[148]
32. 吉田正義 第二復員官：1946年3月8日[148] -
33. （臨時）作間英邇 第二復員事務官/復員事務官：1946年6月4日[149] - 1946年7月18日[150]

## 関連する作品
『雷撃隊出動』
1944年公開の東宝映画。作中では海軍雷撃隊の攻撃に晒される敵空母役として登場したため黒煙を出しながら航行、また場面によっては対空砲火の合成処理が施されているが、同時期に実施された飛行甲板の延長が確認できる。日本空母役で出演しているシーンもある。
『風立ちぬ』
作品の中で黒川と二郎が艦載機の発着方法を見学する際に乗船した。既にアイランドが撤去された状態となっている。
『未来のミライ』
作品の中で主人公・くんちゃんが幻想の世界の中でとある青年（＝くんちゃんの曽祖父の若き日の姿）にオートバイに乗せられて海沿いの道を行く道中、終戦直後に復員船として活動していた鳳翔が登場する。
『World of Warships』
オンライン海戦ストラテジーゲーム。日本サイドの空母として開発、使用が可能。